# Вук Маринковић
Вук Маринковић (Нови Сад, 24. децембар 1807/5. јануар 1808 — Београд, 7/19. август 1859) био је српски лекар, педагог, доктор медицине, лекар у Новом Саду, професор и ректор Лицеја у Београду.

## Биографија и делатност
Родио се у Новом Саду, његов отац Коста био је свештеник и књижевни радник, имао је три брата: Павла, Максима, и Димитрија и три сестре Анастасију, Христину и Јулијану. У свом родном месту завршио је и основну школу и гимназију, где му је један од професора био Павле Шафарик. Филозофију је слушао у Јегри, а медицинске науке у  Бечу и Пешти где је докторирао медицину одбранивши дисертацију „Dissertatio inauguralis medica de epilepsia“, 1830. године, када му је било 23. године. Након тога вратио се у Нови Сад где је радио као лекар све до револуције 1848.  Оженио се Софијом, ћерком Јована Павловића. 
Радио је све до револуције када се, после уништења Новог Сада након бомбардовања, јуна 1849. године, сели у Београд где је до своје смрти био професор на Лицеју. Предавао је Елементарну физику школске 1849/50, у оквиру физике је предавао и хемију све до школске 1853/54. године када је она издвојена као самосталан предмет. На Лицеју је за десет година колико је радио, четири школске године обављао функцију ректора 1850/51, 1856/57, 1857/58. и 1858/59. Творац је српске физикалне терминологије, и његовим залагањем физика је постала обавезан предмет у школама. После реформе Лицеја до краја живота је предавао физику и физичку географију са метеорологијом.
Био је редовни члан Друштва српске словесности од јануара 8. јануара 1850.
Још у 19 години је, незадовољан преводом са латинског, који је пре њега урадио Светић, превео другу књигу „Енејиде“, римског писца Вергилија. Аутор је уџбеника „Јестаствена повестница (за младеж србску)“, која је имала широку употребу, користила се као уџбеник у Гимназијама и на лицеју, све до појаве уџбеника Јосифа Панчића и „Начела физике“ из два тома и на 515 страна, као први високошколски уџбеник физике у Србији, обе штампане 1851. године. Такође је написао „Мочникову геометрију“, али је она изашла без његовог потписа. Сви стручњаци његовог и каснијег доба сматрали су га великим ауторитетом. 
Преминуо је 7. августа 1859. године, сахрањен је на старом београдском гробљу код цркве Св. Марка. Како није била сачувана ни једна његова слика, јер су оне које је имао у Новом Саду изгубљене у пожару, а по доласку у Београд више се није сликао, на посмртном одру га је сликао његов пријатељ и фотограф Анастас Јовановић. На основу фотографије, заједно са описима који су дали породица и његови ученици насликан је његов лик.